# 337380 Lenormand
337380 Lenormand è un asteroide della fascia principale. Scoperto nel 2001, presenta un'orbita caratterizzata da un semiasse maggiore pari a 2,3889025 UA e da un'eccentricità di 0,1983556, inclinata di 1,75410° rispetto all'eclittica.